# Mita Popović
Dimitrije "Mita" Popović (szerbül: Мита Поповић) (Baja, 1841. július 3. – Budapest, 1888. június 8.) magyarországi szerb költő, író.

## Életrajza
Nagyon szegény szerb családban született. Apja Naum Popović, anyja Julijana Kresojević volt. Két fiútestvére (Gyena és Joca) és egy lánytestvére (Milica) volt. 1852-ben apja meghalt és a család még szegényebb lett. Anyja azt szerette volna, ha fia szerzetes lesz, ezért Karlócára küldte tanulni. Azonban Mita 1855-ben visszatért Bajára elvégezni a gimnáziumot, ami anyjának nem tetszett. 
6 évvel később érettségizett és professzora, Kalmár József és a bajai bíró ajánlásával jogot tanult Pesten. Ekkor lett a Tökölyanum tagja. 1863-ban kitűnő eredménnyel letette az államvizsgát, majd egy évvel később letette a jogvizsgát, hogy a bíróságon dolgozhasson. 1869-ben ügyvédként kezdett el dolgozni a bajai magisztrátuson. 1871-ben elvette Mila Savićot.
1877-ben, mikor a magyarok megünnepelték az oroszok feletti török győzelmet, Mita Popović nem tartott velük, ezért elűzték a városból. Újvidéken telepedett le, majd a következő évben átköltözött Zomborba. Ezután lelki beteg lett és két év múlva Budapesten elmebajban meghalt.

## Munkássága
Mita Popović gyermekkorában nem vagy igen rosszul beszélt szerbül. A verseit magyar nyelven kezdte el írni és nagyon elismert lett. Hatással voltak rá: Petőfi Sándor, Arany János és Vörösmarty Mihály. Szerbül 1862-ben kezdett el tanulni, de még abban az évben megírta első versét az Oj-t. A vers depresszív, sötét gondolatokkal volt tele.
Romantikus stílusban írt és a versei gyorsan nagy sikert arattak, amelyekre dalokat is írtak (Jovan Paču, Aksentije Maksimović, Mita Topalović, Dragutin Blažek, stb.). A versei a Danicában, a Letopis Matica Srpska-ban, a Golubban, a Preodnica-ban, a Javorban is megjelentek. A legismertebb versei a Vid napról, A hársfa alatt.

## Versei
- Válogatott versek (1874, Pancsova)
- Húsvét előtt (1877, Újvidék)
- Szerb szent napok (1878, Újvidék) – eposzi versek
- Versek (1884, Zimony) – a leggazdagabb és legkülönbözőbb versek

## Eposz
- Márkó királyfi

## Történetek
- Néró
- Ibrahim
- Vartolomi éjszaka
- Szemiramida

## Drámái
- Véres trón
- István az utolsó bosnyák király
- Jován cár
- Erős költő (kézirat)
- Gradinja és Nemanja fia (kézirat)
- A mi falusiaink (színpadi darab)

## Fordításai
Mita Popović fordította le szerbre Petőfi Sándort, Arany Jánost és Vörösmarty Mihályt. Ezen kívül Puskint, Byront.